# 上板橋駅

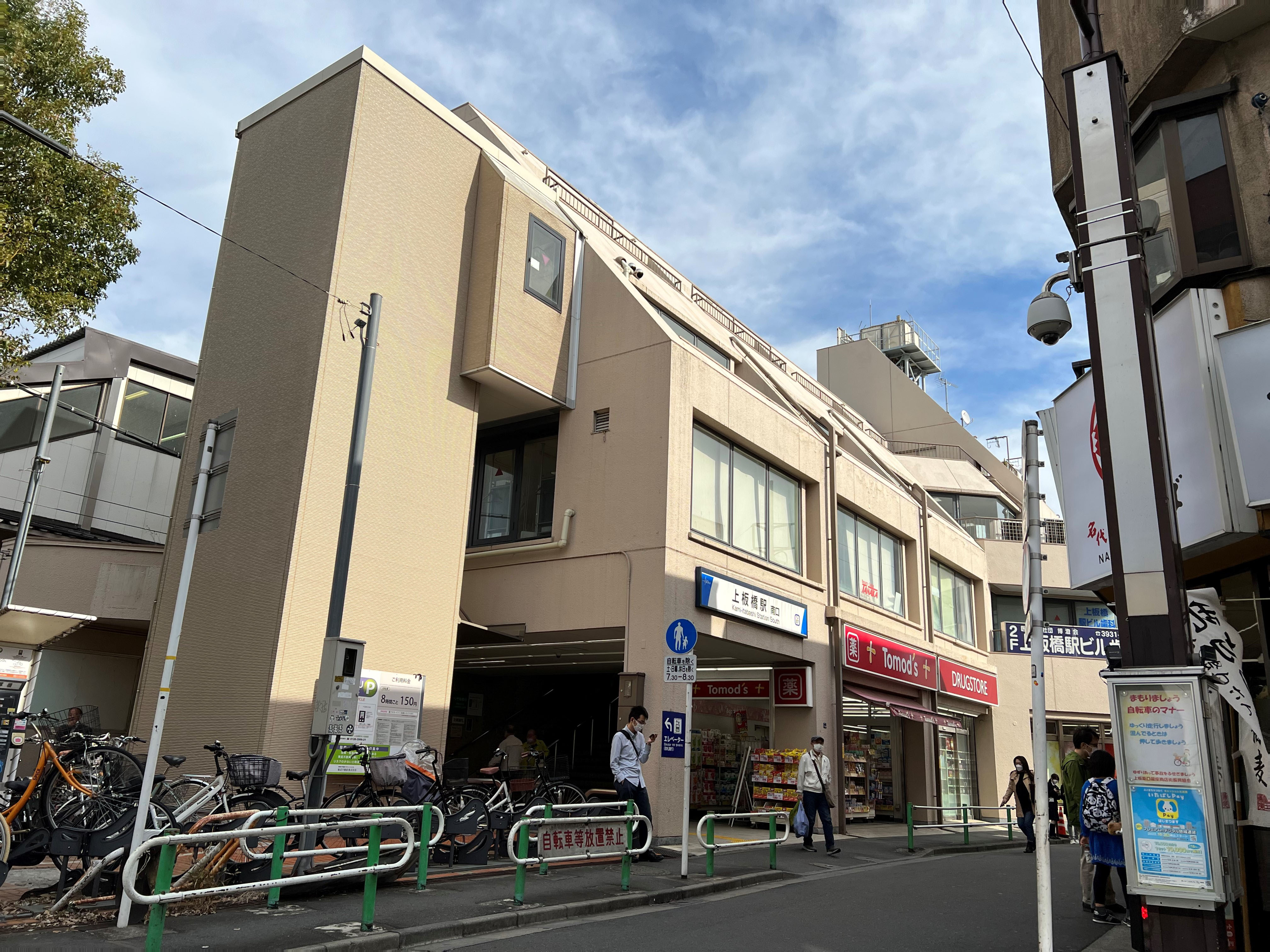
南口（2022年11月）

上板橋駅（かみいたばしえき）は、東京都板橋区上板橋二丁目にある、東武鉄道東上本線の駅である。駅番号はTJ 07。

## 歴史
当駅は、かつて駐留アメリカ軍グラントハイツ（現・光が丘）への輸送を行った東武啓志線の起点駅である。また、未成に終わった伊勢崎線西新井駅との間に計画された東武西板線（ただし、西板線の路線群は東上線系ではなく本線系に属する計画であった）の終点予定駅でもあった。東武大師線はその名残りである。

### 年表
- 1914年（大正3年）6月17日：開業[1]。
- 1943年（昭和18年）：陸軍第一造兵廠倉庫（現在の陸上自衛隊練馬駐屯地）への専用線として、啓志線が敷設される。
- 1946年（昭和21年）3月25日：啓志線が全線開通。（上板橋〜グランドハイツ〘現光が丘〙）
- 1947年（昭和22年）12月6日：啓志線の旅客営業開始。
- 1948年（昭和23年）2月26日：啓志線の旅客営業廃止。
- 1959年（昭和34年）7月22日：啓志線廃止。
- 1976年（昭和51年）10月15日：南口駅ビルが完成[2]。
- 2023年（令和5年）3月18日：ダイヤ改正により、準急の停車駅となる[3]。

### 駅名の由来
近くを通る川越街道の「上板橋宿」に由来する。なお上板橋宿の宿場は、位置的には後年になって開業したときわ台駅や中板橋駅の方が近い。

## 駅構造
島式ホーム2面4線を持つ地上駅で、橋上駅舎を有している。
改札口は1か所で、出入口は北口と南口がある。改札内に両ホームと改札階を連絡するエスカレーターとエレベーター、および車椅子・オストメイト対応のものを併設したトイレが設置されている。改札外のエレベータは両出口に、エスカレーターは北口側にのみ設置されている。エレベーターと多機能トイレを新設するにあたり、下りホームにあるトイレを成増寄りに移設した。そしてこれらが完成すると同時に改札階とホーム、北口と改札階を連絡する階段（いずれも成増寄りのもの）を新たに建設した。
2012年より改札階の大幅な改装を行い、新たにファミリーマート・QBハウスが出店した。
東武池袋駅管区傘下の駅長配置駅で、ときわ台駅・東武練馬駅を管理する。

### のりば
| 番線 | 路線   | 方向 | 行先     |
| ---- | ------ | ---- | -------- |
| 1・2 | 東上線 | 下り | 川越方面 |
| 3・4 | 東上線 | 上り | 池袋方面 |

付記事項
- 偶数番線（2・4番線）が主本線、奇数番線（1・3番線）が副本線である。
- 平日ダイヤは3本、土曜・休日ダイヤは上り1本のみ当駅始発の池袋行普通が設定されている。下りの当駅止まりの電車は設定されていない。
- 成増寄りには当駅始発列車用の引き上げ線がある。長らく有効長は8両編成分であったが、2008年6月14日に実施されたダイヤ改正で東上線池袋駅発着列車が10両編成に統一されたため、10両編成分に延長された。この引き上げ線には1 - 3番線から出入りできるが、4番線からは出入りできない。事故などで長時間の運休が見込まれる場合にはこの引き上げ線を利用して折り返し運転を行えるようになっている。
- 2008年6月のダイヤ改正以降、朝ラッシュ時の上り普通電車は当駅と中板橋駅で計2回速達列車の通過待ちを行うようになった。このため、朝ラッシュ時の上り電車はすべて待避線である3番線からの発車となり、下り電車も約半数が1番線から発車していた。2023年3月18日のダイヤ改正以降は準急列車の当駅停車化に伴い、待避を行わずに4番線から発車する普通列車や、TJライナーの待避を行うために3番線から発車する準急列車が設定されている。また、2022年までは下りの普通列車のうち毎時6本が当駅で、残る下り普通列車の毎時2本と上りの池袋行き普通列車、全8本は中板橋で優等列車の待避を行なっていたが、2023年3月18日のダイヤ改正より日中は上り下り共に全ての普通列車が当駅で待避を行うようになった。なお夕ラッシュ時には、普通列車の待避は基本的に全て中板橋駅で行われる。
- 日中を中心に待避線を利用して普通列車と準急列車の接続が行われているが、休日ダイヤの一部の下り準急は当駅で川越特急の待避を行うほか、先述の通り一部の上り準急はTJライナーの待避を行うために副本線に入線する。

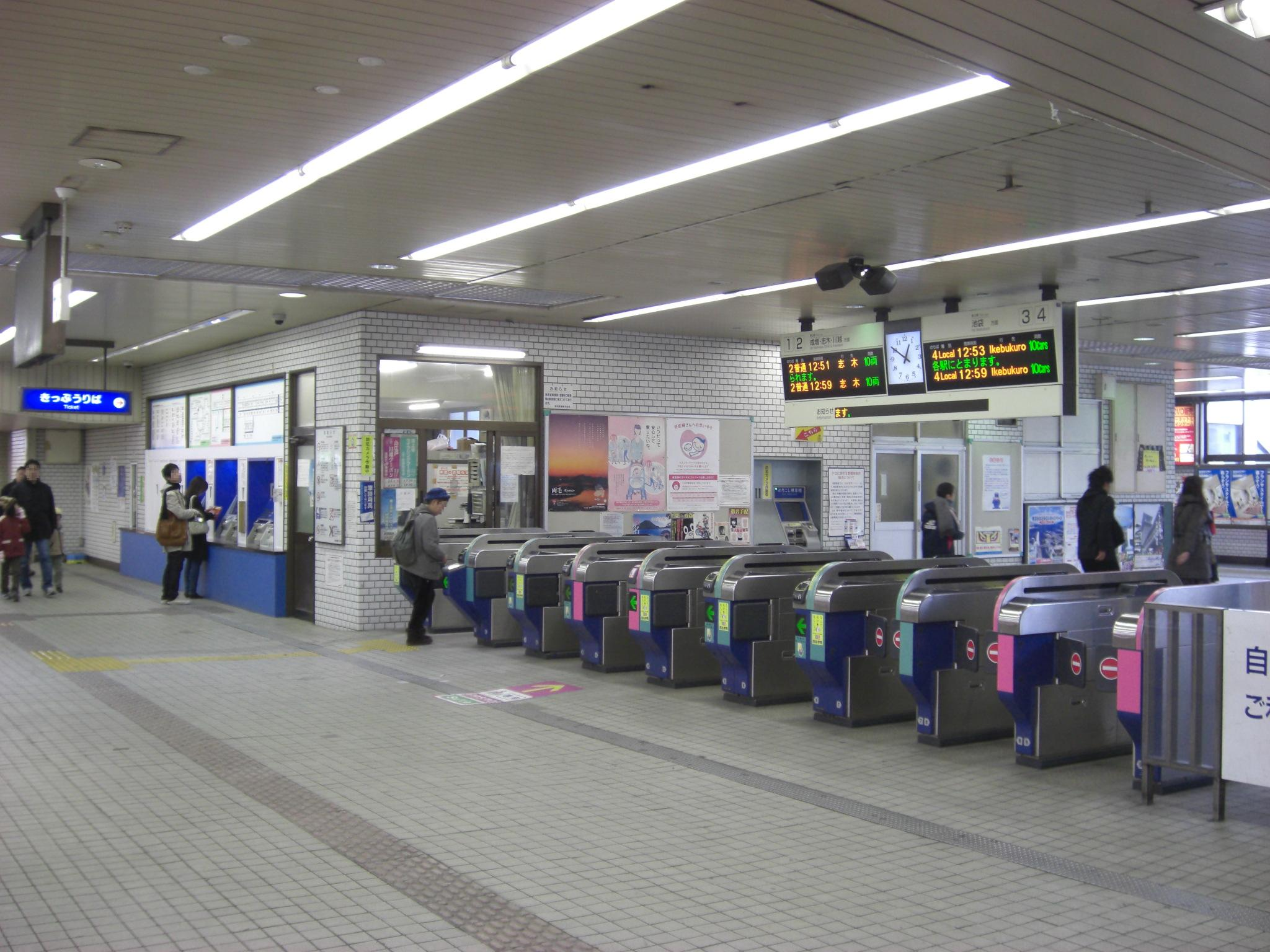
改札口（2009年2月）
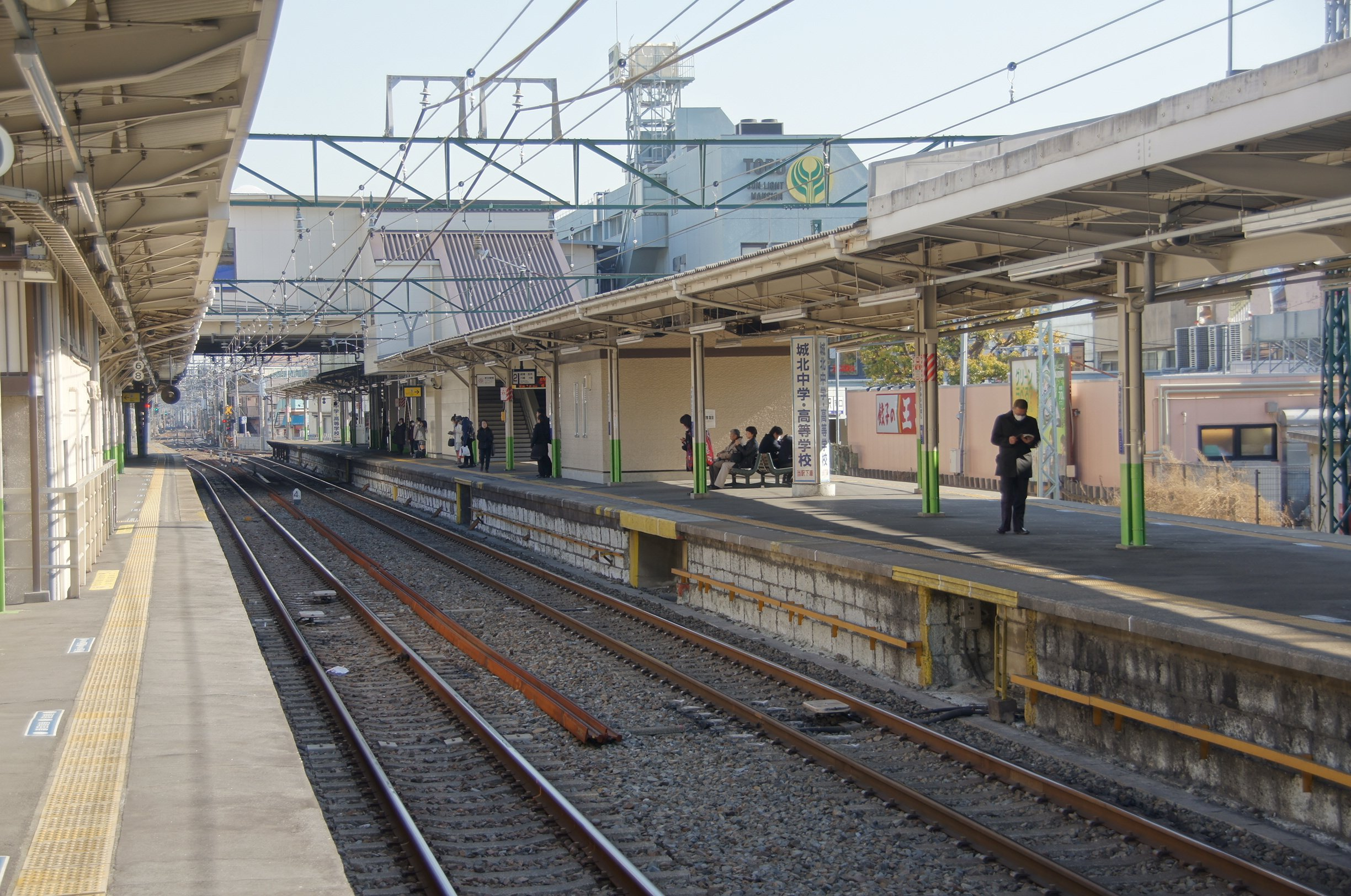
ホーム（2012年2月）

## 利用状況
2024年度の1日平均乗降人員は51,233人である。急行通過駅では、東武練馬駅、上福岡駅に次いで多い。
近年の1日平均乗降・乗車人員の推移は下表の通りである。年間徐々に増えている。
| 年度               | 1日平均 乗降人員 | 1日平均 乗車人員 | 出典       |
| ------------------ | ---------------- | ---------------- | ---------- |
| 1978年（昭和53年） | 64,000           |                  |            |
| 1990年（平成02年） |                  | 30,090           | [ * 1 ]    |
| 1991年（平成03年） |                  | 30,596           | [ * 2 ]    |
| 1992年（平成04年） |                  | 30,468           | [ * 3 ]    |
| 1993年（平成05年） |                  | 29,666           | [ * 4 ]    |
| 1994年（平成06年） | 57,636           | 28,899           | [ * 5 ]    |
| 1995年（平成07年） |                  | 28,385           | [ * 6 ]    |
| 1996年（平成08年） |                  | 28,323           | [ * 7 ]    |
| 1997年（平成09年） |                  | 27,786           | [ * 8 ]    |
| 1998年（平成10年） | 54,845           | 27,384           | [ * 9 ]    |
| 1999年（平成11年） | 54,643           | 27,301           | [ * 10 ]   |
| 2000年（平成12年） | 54,155           | 26,997           | [ * 11 ]   |
| 2001年（平成13年） | 51,907           | 26,301           | [ * 12 ]   |
| 2002年（平成14年） | 51,010           | 25,802           | [ * 13 ]   |
| 2003年（平成15年） | 50,577           | 25,614           | [ * 14 ]   |
| 2004年（平成16年） | 50,277           | 25,418           | [ * 15 ]   |
| 2005年（平成17年） | 49,688           | 25,119           | [ * 16 ]   |
| 2006年（平成18年） | 50,079           | 25,295           | [ * 17 ]   |
| 2007年（平成19年） | 50,529           | 25,467           | [ * 18 ]   |
| 2008年（平成20年） | 50,519           | 25,453           | [ * 19 ]   |
| 2009年（平成21年） | 49,330           | 24,868           | [ * 20 ]   |
| 2010年（平成22年） | 48,882           | 24,646           | [ * 21 ]   |
| 2011年（平成23年） | 48,713           | 24,327           | [ * 22 ]   |
| 2012年（平成24年） | 49,164           | 24,544           | [ * 23 ]   |
| 2013年（平成25年） | 49,687           | 24,832           | [ * 24 ]   |
| 2014年（平成26年） | 49,284           | 24,639           | [ * 25 ]   |
| 2015年（平成27年） | 50,739           | 25,380           | [ * 26 ]   |
| 2016年（平成28年） | 51,183           | 25,663           | [ * 27 ]   |
| 2017年（平成29年） | 51,674           | 25,901           | [ * 28 ]   |
| 2018年（平成30年） | 52,252           | 26,192           | [ * 29 ]   |
| 2019年（令和元年） | 51,929           | 26,027           | [ * 30 ]   |
| 2020年（令和02年） | 40,240           |                  |            |
| 2021年（令和03年） | 42,131           | 21,126           | [ 東武 3 ] |
| 2022年（令和04年） | 45,028           | 22,564           | [ 東武 4 ] |
| 2023年（令和05年） | 48,520           | 24,288           | [ 東武 5 ] |
| 2024年（令和06年） | 51,233           | 25,657           | [ 東武 1 ] |

## 駅周辺

### 北口
- 板橋区立教育科学館（徒歩5分）
  - 板橋区常盤台地域センター
- 板橋区立平和公園・板橋区立中央図書館・いたばしボローニャ絵本館
- 板橋中台郵便局
- 東武ストア本社

### 南口
一帯には大規模な再開発計画があるため、所々に更地がある。
- 五本けやき（川越街道、徒歩5分）
- 城北中央公園（徒歩20分）
- 東京都立大山高等学校
- 城北中学校・高等学校
- 板橋区立桜川中学校
- 板橋区立桜川小学校
- 上板橋郵便局
- オーケー上板橋店
- コモディイイダ上板橋店
- コモディイイダ 川店（食彩館）
- 七軒家公園

### 路線バス
北口の駅前広場に上板橋駅停留所があり、国際興業バスの路線バスが発着する。
- 王54] 王子駅行き

駅前広場の上板橋駅停留所の他、駅東側の道路上に上板橋駅前停留所がある。こちらは王子駅からの [王54-2] のみが停車する降車専用のバス停である。

## 隣の駅
東武鉄道
 東上本線
■TJライナー・■川越特急・■快速急行・■急行
通過
■準急
池袋駅 (TJ 01) - 上板橋駅 (TJ 07) - 成増駅 (TJ 10)
□普通
ときわ台駅 (TJ 06) - 上板橋駅 (TJ 07) - 東武練馬駅 (TJ 08)

### 利用状況
東京都統計年鑑
1. ↑  東京都統計年鑑（平成2年）
2. ↑  東京都統計年鑑（平成3年）
3. ↑  東京都統計年鑑（平成4年）
4. ↑  東京都統計年鑑（平成5年）
5. ↑  東京都統計年鑑（平成6年）
6. ↑  東京都統計年鑑（平成7年）
7. ↑  東京都統計年鑑（平成8年）
8. ↑  東京都統計年鑑（平成9年）
9. ↑  東京都統計年鑑（平成10年） (PDF)
10. ↑  東京都統計年鑑（平成11年） (PDF)
11. ↑  東京都統計年鑑（平成12年）
12. ↑  東京都統計年鑑（平成13年）
13. ↑  東京都統計年鑑（平成14年）
14. ↑  東京都統計年鑑（平成15年）
15. ↑  東京都統計年鑑（平成16年）
16. ↑  東京都統計年鑑（平成17年）
17. ↑  東京都統計年鑑（平成18年）
18. ↑  東京都統計年鑑（平成19年）
19. ↑  東京都統計年鑑（平成20年）
20. ↑  東京都統計年鑑（平成21年）
21. ↑  東京都統計年鑑（平成22年）
22. ↑  東京都統計年鑑（平成23年）
23. ↑  東京都統計年鑑（平成24年）
24. ↑  東京都統計年鑑（平成25年）
25. ↑  東京都統計年鑑（平成26年）
26. ↑  東京都統計年鑑（平成27年）
27. ↑  東京都統計年鑑（平成28年）
28. ↑  東京都統計年鑑（平成29年）
29. ↑  東京都統計年鑑（平成30年）
30. ↑  東京都統計年鑑（平成31年・令和元年）

東武鉄道の1日平均乗降人員
1. 1 2 3  『駅別乗降人員 2024年度』（PDF）（レポート）東武鉄道、13頁。オリジナルの2025年5月19日時点におけるアーカイブ。2025年5月29日閲覧。
2. ↑  “駅情報（乗降人員）”.   東武鉄道. 2024年7月30日閲覧。
3. ↑  『駅別乗降人員 2021年度』（PDF）（レポート）東武鉄道、2024年、13頁。オリジナルの2024年5月18日時点におけるアーカイブ。
4. ↑  『駅別乗降人員 2022年度』（PDF）（レポート）東武鉄道、2024年、13頁。オリジナルの2024年5月18日時点におけるアーカイブ。
5. ↑  『駅別乗降人員 2023年度』（PDF）（レポート）東武鉄道、2024年、13頁。オリジナルの2024年5月18日時点におけるアーカイブ。